# جي. ستانلي ويبستر
جي. ستانلي ويبستر هو محامي وقاضي وسياسي أمريكي، ولد في 22 فبراير 1877 في كينثيانا في الولايات المتحدة، وتوفي في 24 ديسمبر 1962 في سبوكين في الولايات المتحدة. نشط حزبياً في الحزب الجمهوري. وقد انتخب عضو مجلس النواب الأمريكي ‏.